# Sáng tạo kỹ thuật
Sáng tạo kỹ thuật là hoạt động của con người tạo ra các giải pháp kỹ thuật mới, có tính sáng tạo, có khả năng áp dụng rộng rãi và mang lại hiệu quả về kinh tế, môi trường, xã hội.
Ở Việt Nam, hội thi sáng tạo kỹ thuật được tổ chức định kỳ 2 năm một lần trên phạm vi toàn quốc và tại các bộ, tỉnh, thành phố trực thuộc Trung ương.

## Bài liên quan
- Giải thưởng lao động sáng tạo
- Sáng kiến